# Cazzaniga (Monza)
Il quartiere Cazzaniga (conosciuto anche come zona parco o zona musicisti date le numerose strade ad essi dedicate) è il rione più a Nord della città di Monza, ed è, con San Biagio, amministrativamente appartenente alla Circoscrizione 5 della città.
Il rione Cazzaniga è genericamente delimitato da via Lario (Monza-Saronno), viale Cesare Battisti e dal limite ovest del Parco di Monza e confina con i rioni di San Fruttuoso (nella zona del centro commerciale e degli uffici della provincia), San Biagio e Monza Centro. A nord del quartiere, vi è il confine con Lissone e Vedano al Lambro.
Risulta essere uno dei quartieri più ricchi del capoluogo brianzolo.

## Infrastrutture e trasporti
All'interno del quartiere sono situati l'ospedale San Gerardo e due centri sportivi, nonché numerose ville d'epoca.
Oltre ad essere attraversato dalle linee di autobus z204 e z221, effettuano capolinea nei pressi dell'ospedale la linea urbana z206 e altre linee extraurbane.